# Kwaśniów Górny
Kwaśniów Górny – wieś w Polsce położona w województwie małopolskim, w powiecie olkuskim, w gminie Klucze.
| SIMC    | Nazwa       | Rodzaj     |
| ------- | ----------- | ---------- |
| 0215150 | Glinianki   | przysiółek |
| 0215143 | Pod Krzyżem | część wsi  |
| 0215172 | Stoki       | przysiółek |

W latach 1954–1961 wieś należała i była siedzibą władz gromady Kwaśniów Górny, po jej zniesieniu w gromadzie Klucze. W latach 1975–1998 miejscowość administracyjnie należała do województwa katowickiego.

## Zobacz też

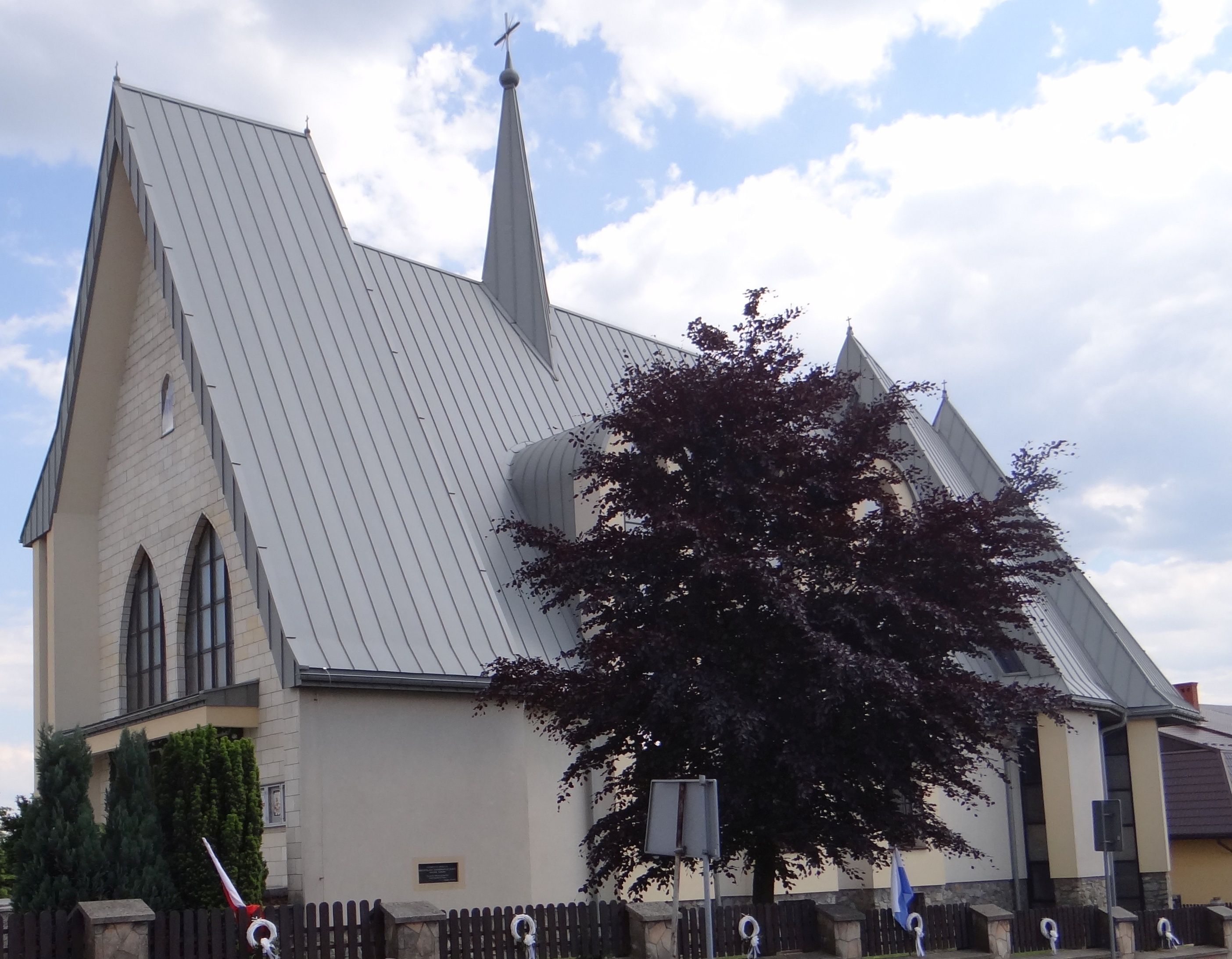
Kościół